# Eupithecia zelmira
Eupithecia zelmira är en fjärilsart som beskrevs av Samuel E. Cassino och Louis W. Swett 1920. Eupithecia zelmira ingår i släktet Eupithecia och familjen mätare. Inga underarter finns listade i Catalogue of Life.